# ピピン3世 (フランク王)

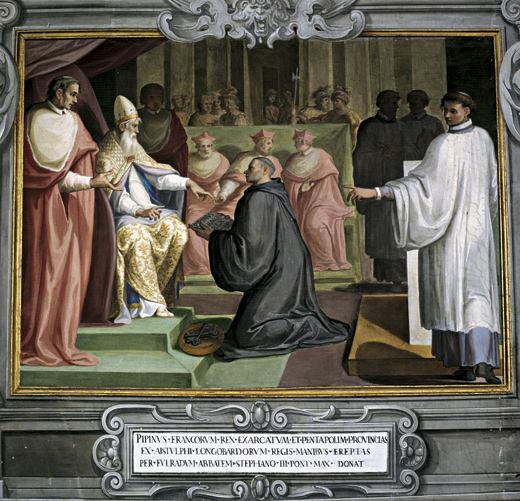
ピピンの寄進

ピピン3世（ドイツ語：Pippin III, 714年 - 768年9月24日）は、フランク国王（在位：751年 - 768年）。アウストラシアの宮宰だったピピン1世（大ピピン）との対比で、｢小ピピン（独: Pippin der Jüngere）」とも呼ばれる。また、｢ピピン短躯王（仏: Pépin le Bref、ペパン・ル・ブレフ）」とも呼ばれる。フランク王国宮宰カール・マルテルの子。はじめネウストリアの宮宰（在職：741年 - 751年）およびアウストラシアの宮宰（在職：747年 - 751年）であったが、メロヴィング朝の国王キルデリク3世を廃して自ら王位に即き、カロリング朝を開いた。

## 生涯
ピピンは、714年に現在のベルギー領ジュピユ＝シュル＝ムーズで全フランク宮宰カール・マルテルとその妻クロドトルード（690年 - 724年）の間に次男として生まれた。父カール・マルテルはランゴバルドから軍事的な支援を得るために、次男ピピンをランゴバルド王リウトプランドの養子とした。744年にピピンはラン伯の娘であったベルトラダ（ベルトラード）と結婚し何人かの子供をもうけた。そのうち息子はカール、カールマンの2人が成人した。

### ピピンの宮廷革命
741年に父のカール・マルテルが死去し、権力はピピンと兄のカールマンの2人に継承された。庶子のグリフォにも割り当てがあった可能性はあるが、この異母弟はピピンとカールマンによってヌシャトー（en）に軟禁された。また、743年にはピピンとカールマンはメロヴィング朝のキルデリク3世を国王に擁立した。747年に兄カールマンは自ら修道院での隠棲を望んでアウストラシア宮宰を辞したため、ピピンは宮宰としてフランク王国の実権を握った。そして彼はローマ教皇ザカリアスに「王の称号を持つのみの者と、王ではないが王権を行使する者のどちらが王たるべきか」と尋ね、実権を持つものが王となるべきという回答を得た。これを背景に751年11月、ピピンはソワソンでフランク族の貴族たちによってフランク王に選出され、マインツ大司教ボニファティウスによって塗油された。キルデリク3世は髪を切り落とされサンベルタン修道院に、王子テウデリクはサン＝ヴァンドリーユ修道院にそれぞれ幽閉され、メロヴィング朝は断絶した。
ピピンは多くの土地を征服し、その権威は初代国王クローヴィス1世以来最も高まっていたが、754年にローマ教皇ステファヌス2世が彼をローマ貴族（パトリキ）に叙し、パリのサン＝ドニ大聖堂まで赴いて塗油したことで更に増した。このときピピンは王位の世襲を望み、ステファヌス3世は息子のカールとカールマンにも塗油を行なった。

### ピピンの寄進
ピピンは王位承認の見返りの一環として、754年から755年にかけてランゴバルド王国のアイストゥルフスと戦い、ラヴェンナを奪って756年に教皇ステファヌス2世に献上した。これはピピンの寄進と呼ばれ、後の教皇領の元となった。また759年にはナルボンヌを奪還してサラセン人（イスラム帝国）をフランスから駆逐することに成功し、さらにアキテーヌも王国に組み入れた。
768年にピピンはサン＝ドニで崩御し、サン＝ドニ大聖堂に葬られた。

## 子女
ベルトラダとの間に以下の子女をもうけた。
- カール（742年 - 814年） - フランク国王　神聖ローマ皇帝
- カールマン（751年 - 771年） - フランク国王（カールとの共同統治）
- ピピン（756年 - 762年）
- ギゼラ（757年 - 811年） - シェル女子修道院長
- ベルト
- ロタイド
- アデライド